# ファビオ・パイム
ファビオ・ミゲル・マリェイロ・パイム（Fábio Miguel Malheiro Paím, 1988年2月15日 - ）は、ポルトガル・エストリル出身のサッカー選手。ポジションはフォワード。
2001年よりスポルティングCPのユースに所属。U-16ポルトガル代表から各世代の代表を経験し、15歳のときは飛び級でU-19で選出された。
2007年、18歳でローン移籍先のCDオリヴァイス・イ・モスカヴィデにてプロデビュー。2チームを経たのち、2008年8月にルイス・フェリペ・スコラーリ率いるチェルシーFCと完全移籍オプション付きのレンタル契約を結んだことで国外にも名が知れるようになった。しかしながら、リザーブリーグでのわずかな出場機会しか与えられないまま、わずか4カ月でチェルシーを退団。さらに、次のレンタル先となるはずだった母国のリオ・アヴェFCでは、監督が高額なサラリーの一部を負担することを嫌がり移籍話が破談、無所属で2008-09シーズンを終えることとなった。
翌2009-10シーズン、スポルティングにかつて所属していたフィリペ・ラモス監督率いる3部のレアル・マッサマにレンタル移籍するが、出場はわずか2試合のみ。シーズン終了後にスポルティングとの契約を打ち切り、SCUトレンセへの初の完全移籍を果たした。
2010-11シーズンはアンゴラのチーム、CDプリメイロ・デ・アゴストとSLベンフィカ (ルアンダ)に所属した。

## 所属クラブ
- スポルティング・クルーベ・デ・ポルトゥガル 2006-2010

→ CDオリヴァイス・イ・モスカヴィデ 2007 (loan)
→ CDトロフェンセ 2007 (loan)
→ FCパソス・デ・フェレイラ 2008 (loan)
→ チェルシーFC 2008 (loan)
→ リオ・アヴェFC 2009 (loan)
→ レアル・マッサマ 2009-2010 (loan)
- SCUトレンセ 2010-2011
- CDプリメイロ・デ・アゴスト 2011-2012

→ SLベンフィカ 2011
- CFベンフィカ 2012
- アル・ハリティヤットSC 2013
- ADオリヴェイレンセ 2013
- モスタFC 2014-2015
- FKネヴェージス・ケダイネイ 2015
- ユニオン05ケイル・テタンジュ 2015
- クラブ・シントラ・フットボール 2016
- パライーバ・ド・スル 2017
- レイションイスSC B 2017-2018
- LZSスタロビツェ・ドルネ 2020

## タイトル
トロフェンセ
- セグンダ・リーガ: 2007-08[3][4]